# Anna Freixas

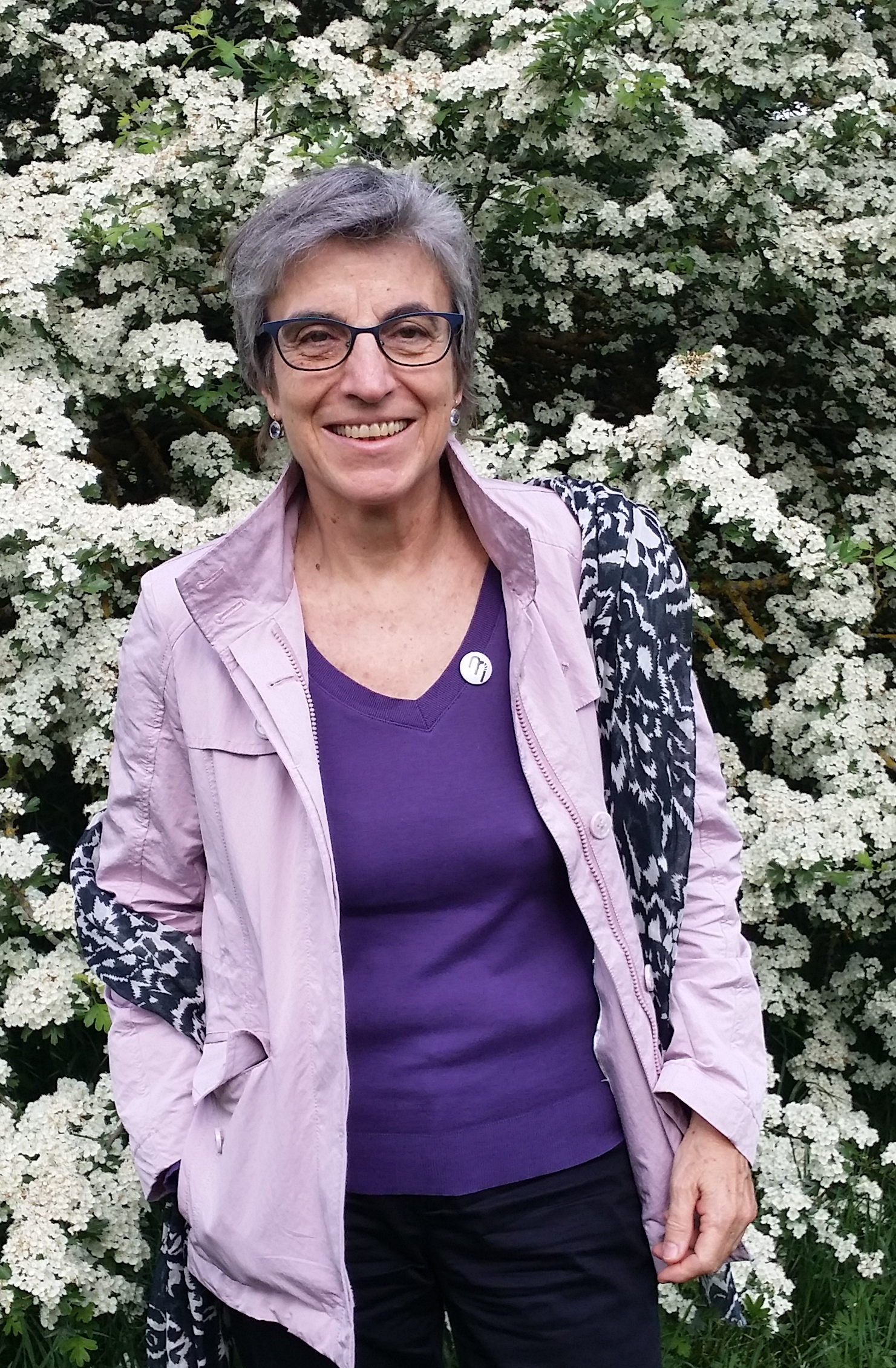
Anna Freixas

Anna Freixas (* 21. Juli 1946 in Barcelona) ist eine spanische Psychologin und Hochschullehrerin.

## Leben
Freixas promovierte in Psychologie über das Selbstverständnis alternder Frauen an der Universität Barcelona. Als Professorin für Evolutionspsychologie und Pädagogik an der Universität Cordoba gründete sie 1994 den sogenannten Women’s Studies Classroom. Ihre Forschungsschwerpunkte beinhalten das Altern von Frauen, Koedukation und Feminismus, sowie Psychologie aus einer Geschlechter-Perspektive. Sie gilt als Vorreiterin der feministischen Altersforschung in Spanien. Ihr Buch Sans Reglas, auf Deutsch Ohne Regeln. Erotik und Freiheit für Frauen nach der Regel wurde 2018 im Orlanda Verlag  veröffentlicht.

## Auszeichnungen
- Freixas erhielt 1993 für ihr Werk „Frauen und das Altern. Psychosoziale Aspekte“ den Dr. Rogelia Duocastella Preis für sozialwissenschaftliche Forschung, vergeben von der La Caixa Stiftung.[6]
- 1999 erhielt sie den sechsten Carmen de Burgos Feminist Disclosure Award, vergeben vom Verband Historischer- und Frauen-Studien der Universität Málaga.[7]
- 2009 erhielt sie von der lokalen Regierung Andalusiens den Meridiana Award als Anerkennung ihrer Arbeit für die Gleichstellung der Geschlechter in der Kategorie Kunstproduktion, Kultur und sportliche Initiativen.[8]